# 沐朝辅
沐朝辅（1527年—1547年），黔宁王沐英七世孙，祖籍河南定遠（今安徽），明朝军事人物。

## 生平
沐绍勋之子。嘉靖十五年（1536年）十二月，沐绍勋死後，沐朝辅嗣黔國公。都御史刘渠索赂，沐朝辅給了他，上奏章請有司遵守舊時典制，明世宗下诏同意。给事中万虞恺彈劾沐朝辅、刘渠。下诏罢免刘渠而令沐朝辅還像原來一樣治事。嘉靖二十六年（1547年）六月沐朝辅卒，赠太保，谥恭僖。二子沐融、沐鞏。